# Sala (arhitectură)

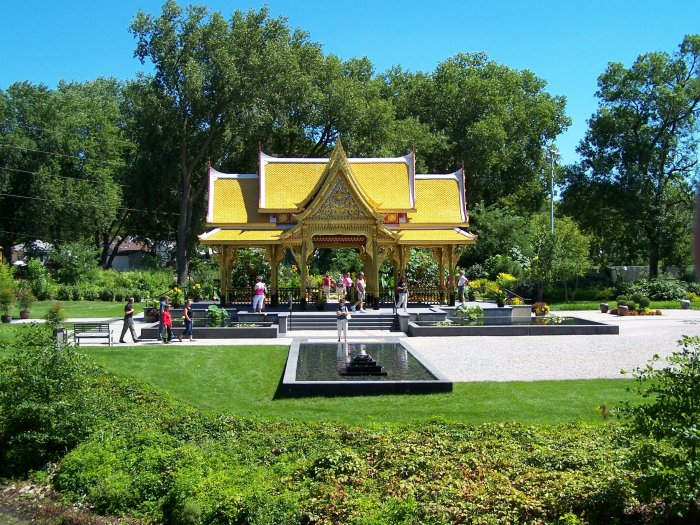
Pavilion thailandez

Sala (thai: ศาลา) este un pavilion public, care este situat în apropierea unui templu budist și servește ca loc de umbră, sau de dormit pentru călători, fiind fără pereți, acoperișul sprijinindu-se pe stâlpi de susținere. Sala Nam este un pavilion amplasat în apropiere de apă. In unele templuri Sala este folosită ca loc de studiu pentru călugări sau ca loc de ținut predici.